# Mule Habit
Mule Habit är Loosegoats andra EP, utgiven på Startrec 1996. EP:n återfinns även på samlingsalbumet A Mexican Car in a Southern Field (1997).

## Låtlista
Alla låtar är skrivna av Christian Kjellvander.
1. "Mule Habit"
2. "Destined to Be a B-side"
3. "Idependently Correct"
4. "Suburban Slut"
5. "Texan Modesty"

## Medverkande musiker
- Anders Tingsek - bas
- Johan Hansson - trummor
- Jens Löwius - gitarr, bakgrundssång
- Christian Kjellvander - gitarr, sång